# Bruchhausen-Vilsen
Bruchhausen-Vilsen är en kommun och ort i Landkreis Diepholz i förbundslandet Niedersachsen i Tyskland. 
De tidigare kommunerna Berxen, Homfeld och Wöpse uppgick i Bruchhausen-Vilsen  1 mars 1974 följ av Engeln 1 november 2011 samt  Süstedt 1 november 2016.
Kommunen ingår i kommunalförbundet Samtgemeinde Bruchhausen-Vilsen tillsammans med ytterligare tre kommuner.